# Комяков, Юрий Александрович
Юрий Александрович Комяков — советский хозяйственный, государственный и политический деятель.

## Биография
Родился в 1934 году. Член КПСС с 1962 года.
До 1962 — техник, инженер дистанции службы пути Карагандинской железной дороги, мастер, прораб, старший прораб в тресте "Вологдапромстрой".
В 1962 — инструктор Вологодского обкома КПСС, заместитель секретаря парткома строительства Череповецкого металлургического комбината.
В 1966 — второй секретарь Череповецкого горкома КПСС.
В 1968—1975 — первый секретарь Череповецкого горкома КПСС.
В 1975—1988 — секретарь Вологодского обкома КПСС.
В 1988-1991 - заместитель председателя Вологодского облисполкома
В 1994 — первый заместитель генерального директора акционерного общества промышленно-строительной компании «Вологдаагропромдорстрой».
Делегат XXIV и XXV съезда КПСС.
Жил в Вологде

## Награды
- Орден Трудового Красного Знамени (25.08.1971, 19.02.1974, 09.04.1981)
- Орден Дружбы народов (18.12.1986)
- Орден Знак Почёта (26.07.1966)